# V (Vanessa Hudgens-album)
A V Vanessa Hudgens albuma, ami 2006. szeptember 26-án jelent meg. A Billboard 200-on 2006 októberének elején debütált. Egy hét alatt 34 000 példányt adtak el belőle. Összesen 570 000 példány fogyott a lemezből, de még így is hatalmas bukás volt, egy országban sem került fel a slágerlistákra egyetlen dala sem. Hudgens nem sokáig szomorkodott, új lemezbe kezdett, amit 2008-ba adott ki. Ez az album még az aranylemez kategóriát sem tudta elérni egyetlen országban sem.

## Az album számai
1. Come Back to Me (Armato, James, Beckett, Crowley) – 2:47
2. Let Go (Bojanic, Hooper, Levan) – 2:48
3. Say OK (Birgisson, Kotecha) – 3:41
4. Never Underestimate a Girl (Gerrard, Nevil) – 3:03
5. Let’s Dance (Gerrard, Jeberg, Benenate) – 2:53
6. Drive (Haywood, Norland) – 3:25
7. Afraid (James, Haywood, Spalter) – 3:17
8. Promise (James, Haywood, Peiken) – 3:16
9. Whatever Will Be (Kotecha, Falk, Shultze) – 3:47
10. Rather Be with You (Bojanic, Hooper) – 3:34
11. Psychic (Vieira) – 3:01
12. Lose Your Love (Vieira) – 3:01

### Bónuszszámok
Az album japán kiadása tartalmazza az összes számot az eredeti kiadásból, valamint további négy számot.
1. Too Emotional - 2:56[3]
2. Drip Drop - 3:38[3]
3. Make You Mine - 3:42[3]
4. Don’t Talk - 2:37[3]